# Derick Ogbu
Derick Ogbu (ur. 19 marca 1990 w Port Harcourt) – nigeryjski piłkarz występujący na pozycji napastnika. Posiada także obywatelstwo belgijskie.

## Życiorys
Wychowanek Enugu Rangers, seniorską karierę rozpoczynał w katarskim Umm-Salal SC. W 2011 roku przeszedł do Oud-Heverlee Leuven. W Eerste klasse zadebiutował 27 sierpnia w wygranym 1:0 meczu z KSC Lokeren. Przez dwa lata gry w Leuven zdobył 16 goli w rozgrywkach ligowych oraz dwa w barażach o Ligę Europy. Latem 2013 roku za pół miliona euro przeszedł do CFR Cluj. W Lidze I zdobył sześć goli w 26 meczach, a jego debiut przypadł na rozegrane 21 lipca spotkanie z FC Botoșani (0:0). Po zakończeniu sezonu przeszedł do Liaoning FC, dla którego łącznie strzelił 16 goli w lidze. Na początku 2016 roku został piłkarzem Ventforetu Kofu. W klubie rozegrał 11 meczów ligowych, debiutując 10 kwietnia w wygranym 4:1 spotkaniu z Shonanem Bellmare. Pod koniec sierpnia przeszedł do Debreceni VSC. W NB I zadebiutował 10 grudnia w przegranym 0:2 spotkaniu z Újpestem. W lidze węgierskiej rozegrał pięć meczów. Na początku września 2017 roku został zwolniony i ponad rok pozostawał bez klubu. W listopadzie 2018 roku jego nowym pracodawcą został FC Cchinwali. W Erownuli Lidze 2 zdobył cztery gole w pięciu meczach, po czym przeszedł do Al-Ittihad Aleksandria. W Ad-Dauri al-Misri al-Mumtaz rozegrał pięć meczów, debiutując 5 stycznia 2019 roku w przegranym 1:3 meczu z Zamalek SC. Po zakończeniu sezonu odszedł z klubu. W lutym 2021 roku został piłkarzem Universitatei Kluż. W barwach tego klubu wystąpił w dziewięciu meczach, z czego w czterech ligowych, czterech barażowych i jednym pucharowym. Po zakończeniu sezonu odszedł z Universitatei.

## Statystyki ligowe
| Sezon         | Klub                   | Liga                        | Mecze | Gole |
| ------------- | ---------------------- | --------------------------- | ----- | ---- |
| 2011/2012     | Oud-Heverlee Leuven    | Eerste klasse               | 22    | 9    |
| 2012/2013     | Oud-Heverlee Leuven    | Eerste klasse               | 30    | 7    |
| 2013/2014     | CFR Cluj               | Liga I                      | 26    | 6    |
| 2014 (j)      | Liaoning FC            | Chinese Super League        | 15    | 8    |
| 2015          | Liaoning FC            | Chinese Super League        | 27    | 8    |
| 2016          | Ventforet Kōfu         | J1 League                   | 11    | 1    |
| 2016/2017     | Debreceni VSC          | NB I                        | 5     | 0    |
| 2018/2019 (j) | FC Cchinwali           | Erownuli Liga 2             | 5     | 4    |
| 2018/2019 (w) | Al-Ittihad Aleksandria | Ad-Dauri al-Misri al-Mumtaz | 5     | 0    |
| 2021/2022     | CFR Cluj               | Liga II                     | 4     | 1    |